# 걸스 얼라우드
걸스 얼라우드(Girls Aloud)는 2002년에 데뷔한 영국의 걸 그룹이다. 2002년 ITV의 경연 프로그램 《Popstars: The Rivals》를 통해 결성되었다. 셰릴 콜, 네이딘 코일, 세라 하딩, 니컬라 로버츠, 킴벌리 월시로 이루어져 있다.
영국에서 1위 싱글 네 개를 포함해 탑 10 안에 든 싱글이 스무 개이다. 브릿 어워드에 5회 지명되었으며 2009년 싱글 "The Promise"로 베스트 싱글상을 수상했다. 판매 인증을 받은 앨범이 7개이며 그 중 두 앨범은 1위를 하기도 했다.
영국에서 성공한 몇 안되는 리얼리티 TV 참가 그룹 중 하나로 평가되며, 2010년 5월까지 3000만 파운드를 벌어들였다. 영국에서만 싱글 430만 부 이상, 앨범 400만 부 이상을 판매하면서 21세기 영국에서 가장 많은 판매고를 기록한 걸 그룹이 되었다. 2013년 3월, 팀 해체를 발표했다.

## 음반
정규 앨범
- Sound of the Underground (2003)
- What Will the Neighbours Say? (2004)
- Chemistry (2005)
- The Sound of Girls Aloud (2006)
- Tangled Up (2007)
- Out of Control (2008)

라이브 음반
- Out of Control: Live from the 02 (2009)

## 투어
- What Will the Neighbours Say...? Tour (2005)
- Chemistry Tour (2006)
- Greatest Hits Tour (2007)
- Tangled Up Tour (2008)
- Out of Control Tour (2009)
- Ten: The Hits Tour (2013)